# 天蓝龙胆
天蓝龙胆（学名：Gentiana caelestis）为龙胆科龙胆属的植物，是中国的特有植物。分布于中国大陆的西藏、云南、四川等地，生长于海拔2,600米至4,500米的地区，见于山坡草地、高山草甸、灌丛中和山沟路旁，目前尚未由人工引种栽培。